# St. Johns (Michigan)
St. Johns  ist eine Stadt im Clinton County im US-Bundesstaat Michigan in den Vereinigten Staaten und auch dessen County Seat.

## Geographie
Die Fläche der Stadt beträgt 10,2 km².

## Söhne und Töchter der Stadt
- Myrtelle Canavan (1879–1953), Ärztin
- Robert Lynn Asprin (1946–2008), Schriftsteller
- Porsche Lynn (* 1962), Pornodarstellerin